# فرانچسکو کاساتا
فرانچسکو کاساتا (انگلیسی: Francesco Cassata؛ زادهٔ ۱۶ ژوئیهٔ ۱۹۹۷) بازیکن فوتبال اهل ایتالیا است.
از باشگاه‌هایی که در آن بازی کرده‌است می‌توان به باشگاه فوتبال آسکولی، باشگاه فوتبال یوونتوس، باشگاه فوتبال ساسولو، باشگاه فوتبال جنوآ، و باشگاه فوتبال امپولی اشاره کرد.
وی همچنین در تیم‌های ملی فوتبال زیر ۱۷ سال ایتالیا، زیر ۱۸ سال ایتالیا، زیر ۱۹ سال ایتالیا، زیر ۲۰ سال ایتالیا، و زیر ۲۱ سال ایتالیا بازی کرده‌است.